# Deutsches Meisterschaftsrudern 1913
Das 32. Deutsche Meisterschaftsrudern wurde 1913 in Straßburg ausgetragen. Im Vergleich zu den vorherigen Jahren wurden der Doppelzweier und der Vierer mit Steuermann wieder ins Meisterschaftsprogramm aufgenommen. Somit wurden Medaillen in sechs Bootsklassen vergeben.

## Medaillengewinner
| Bootsklasse            | Gold | Silber | Bronze |
| ---------------------- | --- | --- | --- |
| Einer                  | Friedrich Graf (Heidelberger RK) | Bernhard von Gaza (RG Wiking Berlin) | Richard Piez (Mainzer RV) |
| Doppelzweier           | RG Wiking Berlin Wenzel Joesten Bernhard von Gaza | Ulmer RC Donau Hermann Steinhäußer Eduard Vögele | Kölner Club für Wassersport Paul Roßkath Gerhard Nünninghoff                                                                                               |
| Zweier ohne Steuermann | Würzburger RV von 1875 Richard Sievers Rudolf Weiler | Ludwigshafener RV von 1878 Otto Fickeisen Gebhard Orth                                                                                               | keine weiteren Boote am Start |
| Vierer ohne Steuermann | Offenbacher RG Undine 1876 Otto Riege Christof Klees Richard Thielow Carl Plitt                                                                                     | Germania RC Otto Dieckmann Hermann Messtorff Wilhelm Süchting Gustav Goßler                                                                          | keine weiteren Boote am Start |
| Vierer mit Steuermann  | Mainzer RV Werner Furthmann Erich Vetter Oskar Cordes Lorenz Eismayer Johan Baptist Strohschnitter (Stm.)                                                           | Mainzer RG 1898 Carl Stockhausen Philipp Schmitt Paul Schattka Josef Korintenberg Georg Hendriks (Stm.)                                              | keine weiteren Boote am Start |
| Achter                 | Mainzer RV Werner Furthmann Josef Fremersdorf Richard Piez Kurt Hoffmann Oskar Cordes Erich Vetter Georg Oertel Lorenz Eismayer Johan Baptist Strohschnitter (Stm.) | Berliner RC Friedrich von Wolff Josef Eibel Carl Haas Georg Tietze Friedrich Schulze Paul Brantin Julius Vahldieck Paul Matthaei Fritz Börner (Stm.) | Berliner RV von 1876 Otto Liebing Paul Schwark Max Vetter Willi Bartholomae Fritz Bartholomae Werner Dehn Rudolf Reichelt Hans Matthiae, Kurt Runge (Stm.) |